# 瓦莱里奥·卡萨尼
瓦莱里奥·卡萨尼（義大利語：Valerio Cassani，1922年2月28日—1995年2月23日），意大利前男子足球运动员，场上位置是中场。他曾代表意大利国奥队参加1948年夏季奥林匹克运动会足球比赛。